# Paseo de los Planetas
El Paseo de los Planetas es una representación a escala del sistema solar situada en la ciudad española de Albacete.
Se trata de un paseo por el sistema solar de 1105 metros de longitud en el que el Sol y los planetas están dispuestos de forma proporcional a su distancia en el espacio. La idea original fue del por entonces concejal de Ciencia y Tecnología del Ayuntamiento de Albacete, Jorge Laborda, catedrático de Bioquímica de la Universidad de Castilla-La Mancha, coincidiendo con 2009 el Año Internacional de la Astronomía y dentro de los actos conmemorativos del tercer centenario de la confirmación de la Feria de Albacete.
Cada cuerpo celeste cuenta con una placa que muestra los datos y la representación de los mismos, así como iluminación led que se activa de noche. Los cuerpos celestes representados son el Sol, Mercurio, Venus, Tierra, Marte, Júpiter, Saturno, Urano y Neptuno.
El paseo comienza a la altura del Puente de Madera en el Parque Lineal de Albacete. Aunque se previó su inauguración el 9 de abril de 2010 por el astronauta español Pedro Duque, ésta al final no tuvo lugar.